# Ентенеракт

Ентенеракт

Ентенеракт — дев'ятивимірний гіперкуб, аналог куба у дев'ятивимірному просторі. Визначається як опукла оболонка 512 точок.

## Властивості
Його 9 — гіпероб'єм можна обчислити за формулою:
{\displaystyle V_{9}=a^{9}}
А8 — гіперплоща поверхні:
{\displaystyle V_{8}^{surface}=12a^{8}}
де {\displaystyle a} — довжина ребра.

## Склад
У ентенеракта:
- 18 октерактів
- 144 хептеракта
- 672 хексеракта
- 2016 пентерактів
- 4032 Тесеракт
- 5376 кубів або осередків
- 4608 квадратів або граней
- 2304 відрізка або ребра
- 512 точок або вершин

## Інші назви
- 9-куб
- 9-гіперкуб